# 벽 (만화)
벽(Hallucinations, 首幻想) 은 일본의 공포 만화가 이토 준지의 만화다.

## 수록 이야기
1. 환각
2. 장난이 부른 불상사
3. 펜팔 친구
4. 침입자
5. 또 하나의 나, 그리고
6. 벽

## 출판 정보
- 한국
  - 《벽》 (시공사, 1999년 9월 11일 출간) ISBN 9788952702623(895270262X)

## 같이 보기
- 이토 준지